# Plastovit
Plastovit:
Uleiul de in. Este un ulei vegetal sicativ care se oxidează rapid în contact cu aerul, are indicele de iod de peste 170 și este utilizat în proporție de până la 3% in special pentru execuția miezurilor. Deoarece formarea peliculei de liant pe suprafața granulelor de nisip depinde nemijlocit de viscozitate, uneori se recomandă introducerea de solvenți speciali, precum petrolul. Uleiul de in modificat cu naftenat de cobalt, cunoscut sub denumirea comercială de plastolinol sau plastovit, adăugat în proporție de 3% și întărit cu 1% perborat de sodiu, are caracteristici de liere superioare.
```
        (din cartea "Aliaje neferoase de turnătorie" de 
         Ion CARCEA și Matei GHERGHE)
```